# Hans von Greiffenberg
Hans von Greiffenberg, född 12 oktober 1893 i Trzebiatkow nära nuvarande Tuchomie, död 30 juni 1951 i Königstein, var en tysk militär. von Greiffenberg befordrades till generalmajor i augusti 1940 och till general i infanteriet i april 1944. Han erhöll Riddarkorset av Järnkorset i maj 1941.
von Greiffenberg var
- chef för operationsavdelningen vid arméns generalstab oktober 1938–augusti 1939
- chef för operationsavdelningen vid överkommandot augusti 1939–oktober 1940
- till överbefälhavarens förfogande oktober–december 1940
- chef för generalstaben vid 12:e armén januari–maj 1941
- chef för generalstaben vid armégrupp B maj–juni 1941
- chef för generalstaben vid armégrupp Mitte juni 1941–april 1942
- chef för generalstaben vid armégrupp A april 1942–juli 1943
- till överbefälhavarens förfogande augusti–oktober 1943
- militärattaché i Budapest oktober 1943–april 1944
- befälhavare med oinskränkt makt för Wehrmacht i Ungern april 1944–maj 1945

von Greiffenberg var i amerikansk krigsfångenskap maj 1945–juni 1947.